# 科林斯 (緬因州)
科林斯（英語：Corinth）是一個位於美國緬因州佩諾布斯科特縣的鎮。

## 人口
根據2020年美國人口普查的數據，科林斯的面積為104.30平方千米，當中陸地面積為104.30平方千米，而水域面積為0.00平方千米。當地共有人口2900人，而人口密度為每平方千米28人。